# Wadi Qaramogh
Wadi Qaramogh este un curs de apă, afluent al râului Balikh. Se varsă la vest de Valea Balikh, hrănind pârâul Balikh. Wadi Qaramogh poate transporta cantități considerabile de apă după ploi abundente, iar blocuri mari de calcar pot fi găsite în cursul său inferior.